# SV Nord Wedding 1893
Maillots
Le SV Nord Wedding 1893 est un club allemand de football localisé à Berlin.

## Histoire
Les racines de ce club remontent loin dans le temps, aux prémices du football berlinois et allemand. Le SV Nord Wedding est le descendant de trois très anciens club berlinois: le Berliner FuCC Rapide, Berliner SC Favorit 1896, et le Pankower SC Adler 08.

### Berliner FuCC Rapide 1893
Ce club fut créé, de Berliner FC Rapide Niderschönhausen, le 1er octobre 1893 par un groupe d’étudiants (âgés de 17 ans).
Cette équipe fut aussi connue sous les appellations Berliner Tor-und Fußball Club Rapide ou encore Berliner Fußball und Cricket Club-torball (Torball est un ancien terme allemand pour Cricket ). 
Le principal souci de l’équipe fut de trouver un terrain. Elle dut souvent changer de domicile
En 1906 fut fondé un club nommée Reinickendorfer BC. En 1914, ce cercle fusionna vec le Berliner FC Wedding (créé la même année) pour former le Sport-Club Wedding.
Le BFuCC Rapide et le SC Wedding jouèrent à différents niveaux des ligues berlinoises jusqu’à la Seconde Guerre mondiale. 
Après le conflit, ces clubs furent dissous par les Alliés (comme toutes les associations allemandes). L'ancien BFC Rapide 1893 fut reconstitué sous l'appellation Sportgruppe (SG) Niederschönhausen. De son côté, l'ancien SC Wedding 1914, se reforma sous la dénomination SG Schillerpark.
Peu après, les sections Football et Handbal des deux entités s’unirent au sein du SG Schillerpark qui prit le nom de SC Wedding en 1948. Deux ans plus tard, le club fit un rappel plus précis à ses origines en adoptant le nom de SC Wedding-Rapide 93.
L'ancien "Rapide 93" (SG Niederschönhausen) devint le SG Rapide Niederschönhausen et évolua en RDA.

#### Source d’inspiration
Les fondateurs du grand club autrichien, SK Rapid Vienne, s’inspirèrent du Berliner FuCC Rapide 1893 au moment de baptiser leur nouveau club, le 8 janvier 1899.

### Berliner SC Favorit 1896
Ce fut le 15 octobre 1896 que fut créé le Berliner Sport Club Favorit 1896.
Après 1933, après l’arrivée au pouvoir des Nazis, ce club étiqueté bourgeoisie n’eut pas les faveurs du régime. Politiquement indésirable, le club fut dissous. Un cercle ouvrier, Pankower 1908 SC, s’installa alors sur son terrain.
Après la Seconde Guerre mondiale, le club fut dissous par les Alliés (comme toutes les associations allemandes). Il fut rapidement reconstitué sous l’appellation Sportgemeinschaft (SG) Nordbahn. En 1947, il fut rebaptisé VfL Nord.

### Pankower SC Adler 08
Ce club fut constitué sous l'appellation SC Pankow Adler vers 1910 par fusion entre Pankow 08 et Adler Pankow. Comme les deux clubs qui le formèrent le SC Adler Pankow joua dans la Verband Brandenburgischer Ballspielvereine (VBB). Ce club joua à la Kühnemannstraße.
Après la Première Guerre mondiale, le club rejoignit la Arbeiter-Turn- und Sportbund (ATSB), où il rencontra les clubs de la ligue ouvrière Sparta Sportliche Vereinigung  dont son principal rival fut le Berliner FC Nordiska 1913. 
En 1928, Le SC Pankower Adler 08 remporta le titre ATSB en gagnant la finale (3-2) contre ASV Frankfurter Westende, devant 12 000 spectateurs au Grünewaldstadion de Berlin.
Après l'arrivée au pouvoir des Nazis, de nombreux clubs furent interdits. Ceux d'obédience communiste ou socialiste, mais aussi "bourgeois" ou "religieux". Le SC Pankow fut fusionné (englobé) alors le Berliner Sport Club Favorit 1896 et le Sportler Adler 1931 pour former une association de plus de 700 membres : le Pankower SC Adler 08. Outre le Football, le club comporta des sections de Handbal (hommes et dames) talentueuses. Néanmoins, cette période fut sombre. Les Nazis purgèrent les clubs des anciens dirigeants clairement opposés à leur idéologie. Ainsi, Alex Jacoby, membre de l'équipe championne en 1928 et leader syndical, fut arrêté par les Nazis et mourut dans un camp de concentration.
Le club fut dissous en 1945. Comme mentionné ci-dessus, le club fut reconstitué sous l’appellation Sportgemeinschaft (SG) Nordbahn. En 1947, il fut rebaptisé VfL Nord. 

#### Palmarès Pankow
- Champion d'Allemagne "ATSB": 1928 (ligue ouvrière)

### SV Nord-Nordstern 1896
Lors de la construction du Mur de Berlin, en 1961 le VfL Nord se retrouva scindé et perdit de sa valeur sportive. de nombreux Pankowers se retrouvèrent en zone Est. En réponse, ceux qui restèrent dans la zone Ouest fusionnèrent avec le Berliner FC Nordstern 07 pour former le SV Nord-Nordstern 1896.
En 1996, lors du centenaire du SV Nord-Nordstern 1896, on put lire que dès ses statuts initiaux, le VfL Nord était une continuation des clubs BSC Favorit 1896 et Pankow Adler 08. L'histoire de ses clubs se poursuit donc malgré les différentes fusions.

### SV Nord Wedding 1893
En 2001, le SV Nord-Nordstern 1896 et le SC Wedding-Rapide 93 s’unirent pour former le SV Nord Wedding 1893. 

## Sources et liens externes
- Hardy Grüne: Adler Pankow In: Vereinslexikon. Enzyklopädie des deutschen Ligafußballs. Band 7. AGON Sportverlag, Kassel 2001,  (ISBN 3-89784-147-9), S. 365.
- "50 Jahre Charlottenburger Fußballclub Hertha 06", Berlin 1956
- "100 Jahre Sportliche Vereinigung 1896 Nord-Nordstern Berlin", Berlin 1996
- Prof. Dr. Martin Zöller u. a. „Fußball in Vergangenheit und Gegenwart“, Teil 2, Sportverlag Berlin 1976
- Gerhard Fischer / Ulrich Lindner „Stürmer für Hitler – Vom Zusammenspiel zwischen Fußball und Nationalsozialismus“, Verlag Die Werkstatt GmbH, Göttingen 1999,  (ISBN 3-89533-241-0)
- Website officiel du SV Nord Wedding
- Website dédié au SV Nord Wedding
- Guide du football allemand